# Prefectura Xanthi
Xanthi (greacă Ξάνθη) este o prefectură greacă, în periferia Macedonia de Est și Tracia. Reședința sa este Xanthi. Se află în Tracia de Vest - partea din regiunea istorică Tracia aflată pe teritoriul Greciei.

## Municipalități și comunități
Începând cu 2011 prefectura Xanthi este împărțită în 4 municipalități:
1). Xanthi
2). Abdera
3). Myki
4). Topeiros
Fostele municipalități din prefectura Xanthi până în 2011:
| Municipalitate | Cod YPES | Reședință (dacă e diferită) | Cod poștal | Cod zonal         |
| -------------- | -------- | --------------------------- | ---------- | ----------------- |
| Abdera         | 3901     |                             | 670 61     | 25410-5           |
| Myki           | 3905     |                             | 671 00     | 25410-2 through 7 |
| Stavroupoli    | 3909     |                             | 670 52     | 25420-2           |
| Topeiros       | 3910     | Evlalo                      | 672 00     | 25410-4           |
| Vistonida      | 3902     | Genisea                     | 670 64     | 25410-8           |
| Xanthi         | 3906     |                             | 671 00     | 25410-2 through 7 |
| Comunitate     | Cod YPES | Reședință (dacă e diferită) | Cod poștal | Cod zonal         |
| Kotyli         | 3904     |                             | 673 00     | 25540-2           |
| Satres         | 3907     |                             | 673 00     | 25540-2           |
| Selero         | 3908     |                             | 671 00     | 25410-2           |
| Thermes        | 3903     |                             | 673 00     | 25540-2           |